# Liste der argentinischen Botschafter in den Vereinigten Staaten

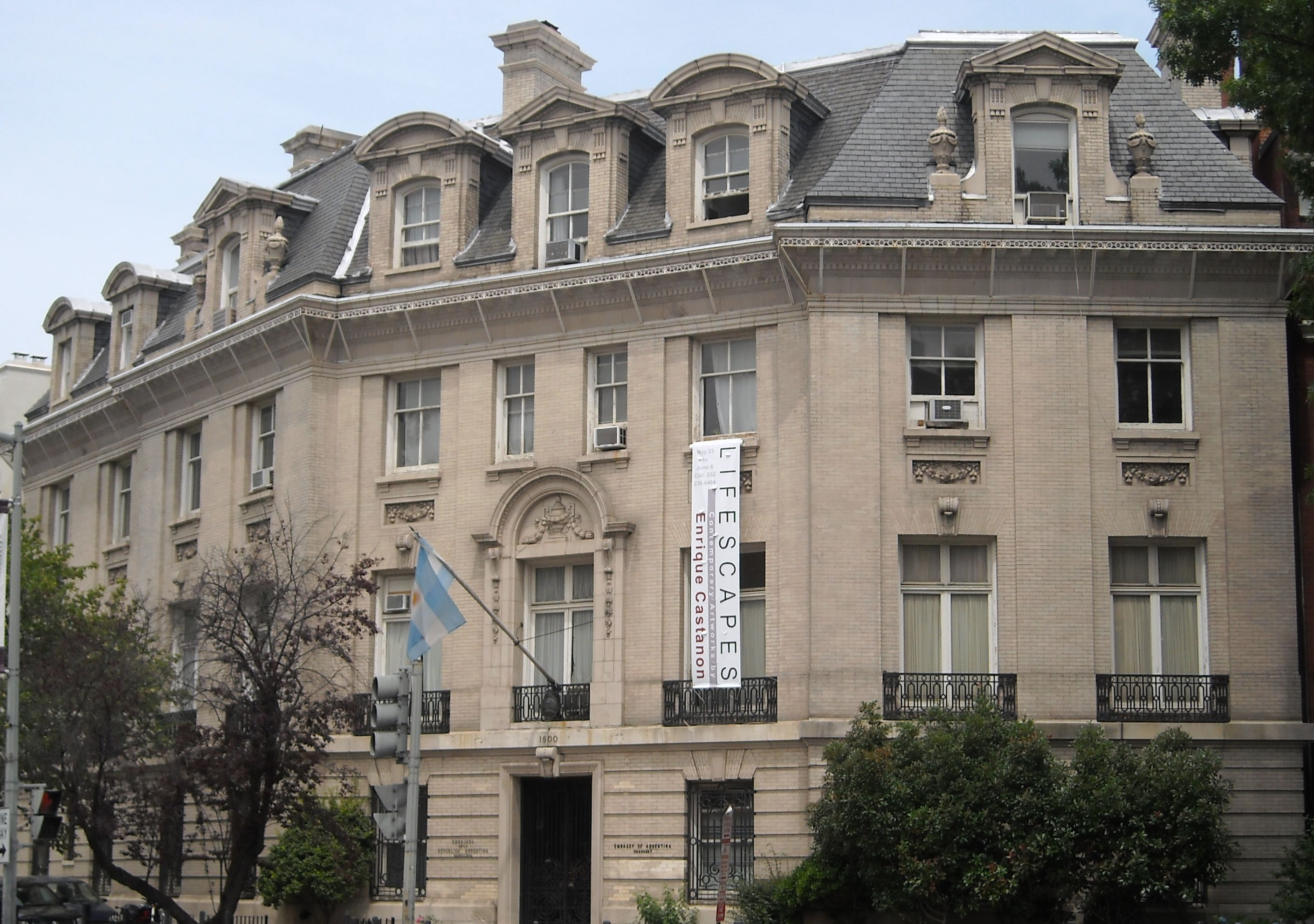
Die argentinische Botschaft befindet sich in der 1600 New Hampshire Avenue, NW, Dupont Circle, Washington, D.C.

| Ernannt       | akkreditiert  | Name                             | Bemerkungen | ernannt von                    | akkreditiert bei      | Posten verlassen |
| ------------- | ------------- | -------------------------------- | --- | ------------------------------ | --------------------- | ---------------- |
| 9. Okt. 1824  |               | Carlos María de Alvear           | | Juan Pedro Aguirre             | James Monroe          |                  |
| 11. Okt. 1838 |               | Carlos María de Alvear           | († 3. Nov. 1852 in New York City) | Juan Manuel de Rosas           | Martin Van Buren      |                  |
| 4. Nov. 1864  |               | Emilio de Alvear                 | | Bartolomé Mitre                | Abraham Lincoln       |                  |
| 4. Dez. 1863  |               | Domingo Faustino Sarmiento       | | Bartolomé Mitre                | Abraham Lincoln       | 1868             |
| 16. Okt. 1868 |               | Manuel Rafael García Aguirre     | | Domingo Faustino Sarmiento     | Andrew Johnson        |                  |
| 1880          |               | Bartolomé Mitre Vedia            | | Julio Argentino Roca           | Rutherford B. Hayes   |                  |
| 1881          |               | Luis Domínguez                   | | Julio Argentino Roca           | James A. Garfield     |                  |
| 1884          |               | Carlos Carranza                  | Inhaber des casa comercial Carlos Carranza and Company | Julio Argentino Roca           | James A. Garfield     |                  |
| 22. Mai 1885  |               | Vicente G. Quesada               | | Julio Argentino Roca           | Grover Cleveland      |                  |
| 1890          |               | Roque Sáenz Peña                 | First International Conference of American States | Carlos Pellegrini              | Benjamin Harrison     |                  |
| 1892          |               | Rafael García Mansilla           | Fiel auf dem Armed Forches Retirement Home vom Pferd | Luis Sáenz Peña                | Benjamin Harrison     |                  |
| 12. Sep. 1893 |               | Estanislao Zeballos              | | Luis Sáenz Peña                | Grover Cleveland      |                  |
| Nov. 1895     |               | Vicente J. Dominguez             | Geschäftsträger | Julio Argentino Roca           | Grover Cleveland      |                  |
| 26. Juni 1896 |               | Martin Garcia Merou              | | José Evaristo Uriburu          | Grover Cleveland      |                  |
| Dez. 1899     |               | Antonio del Viso                 | Geschäftsträger | Julio Argentino Roca           | William McKinley      |                  |
| 5. Mai 1900   |               | Eduardo Wilde                    | | Julio Argentino Roca           | William McKinley      |                  |
| Apr. 1901     |               | Antonio del Viso                 | Geschäftsträger | Julio Argentino Roca           | Theodore Roosevelt    |                  |
| Aug. 1901     | 8. Okt. 1901  | Martin Garcia Merou              | | Julio Argentino Roca           | Theodore Roosevelt    |                  |
| 24. Mai 1905  |               | Epifanio Portela                 | | Manuel Quintana                | Theodore Roosevelt    |                  |
| 11. Apr. 1911 |               | Romula S. Naón                   | Am 3. Dez. 1914 wurde die Gesandtschaft zur Botschaft aufgewertet. | Roque Sáenz Peña               | William Howard Taft   |                  |
| 3. März 1919  |               | Tomás Le Breton                  | | Hipólito Yrigoyen              | Woodrow Wilson        |                  |
| 17. Juni 1922 |               | Felipe Alberto de Espil          | Geschäftsträger (* 17. Mai 1887 in San Andrés de Giles, Provinz Buenos Aires; † 1972 in Buenos Aires) Sohn von Juana Vázquez und Felipe S. Espil, heiratete Courtney Louise Letts, schloss 1914 ein Studium der Rechtswissenschaft an der Universidad de Buenos Aires ab. 1918–1921 Gesandtschaftssekretär erster Klasse in Washington D.C., 1921–1928: Gesandter in Den Haag, 1928–1929: Gesandter in Oslo und Kopenhagen, 1931–1943 Botschafter in Washington, D. C., 1945 Botschafter in Madrid, 1946: Ambassador to the Court of St James’s. 1946 Vorsitzender der argentinischen Delegation zur Auflösung des Völkerbundes in Genf, 1955 Botschafter in Rio de Janeiro, 1959 in den Ruhestand versetzt. | Marcelo Torcuato de Alvear     | Warren G. Harding     |                  |
| 10. März 1924 |               | Honorio Pueyrredón               | | Marcelo Torcuato de Alvear     | Calvin Coolidge       |                  |
| 13. Jan. 1928 |               | Conrad Traverso                  | Geschäftsträger | Hipólito Yrigoyen              | Calvin Coolidge       |                  |
| 26. März 1928 |               | Felipe Alberto de Espil          | Geschäftsträger | Hipólito Yrigoyen              | Calvin Coolidge       |                  |
| 30. Juli 1928 |               | Julian Enciso                    | Geschäftsträger | Hipólito Yrigoyen              | Calvin Coolidge       |                  |
| 7. Sep. 1928  | 17. Sep. 2028 | Manuel Ernesto Malbrán           | | Hipólito Yrigoyen              | Calvin Coolidge       |                  |
| 17. Nov. 1928 |               | Julian Enciso                    | Geschäftsträger | Hipólito Yrigoyen              | Calvin Coolidge       |                  |
| 21. Nov. 1930 |               | Manuel E. Malbran                | | José Félix Uriburu             | Herbert Hoover        |                  |
| 7. Juli 1931  |               | Felipe Alberto de Espil          | | José Félix Uriburu             | Herbert Hoover        |                  |
| 3. Feb. 1944  | 15. Feb. 1944 | Adrián C. Escobar                | | Edelmiro Julián Farrell        | Franklin D. Roosevelt |                  |
| 25. Feb. 1944 | 9. Apr. 1945  | keine diplomatischen Beziehungen | | Edelmiro Julián Farrell        | Franklin D. Roosevelt |                  |
| 9. Apr. 1945  |               | Rodolfo Garcia Arias             | Geschäftsträger | Edelmiro Julián Farrell        | Harry S. Truman       |                  |
| 4. Mai 1945   | 8. Mai 1945   | Oscar Ibarra Garcia              | | Edelmiro Julián Farrell        | Harry S. Truman       |                  |
| 21. Sep. 1945 |               | Luis Santiago Luti               | Geschäftsträger | Edelmiro Julián Farrell        | Harry S. Truman       |                  |
| 20. Sep. 1946 | 6. Sep. 1946  | Oscar Ivanissevich               | | Juan Perón                     | Harry S. Truman       |                  |
| 2. Feb. 1948  |               | Martin Luis Drago                | Geschäftsträger | Juan Perón                     | Harry S. Truman       |                  |
| 18. Juni 1948 | 2. Juli 1948  | Jeronimo Remorino                | (1902 Buenos Aires; † 1968 id.) | Juan Perón                     | Harry S. Truman       |                  |
| 24. Aug. 1951 | 28. Aug. 1951 | Hipólito Jesús Paz               | | Juan Perón                     | Harry S. Truman       |                  |
| 9. Dez. 1955  | 13. Dez. 1955 | Adolfo Ángel Vicchi              | (* 19. Apr. 1900 in Mendoza; Sohn von Angela Moretti und Lorenzo Vicchi; Gobernador del Partido Conservador de Mendoza in 1941) | Eduardo Lonardi                | Dwight D. Eisenhower  |                  |
| 25. Juli 1957 | 5. Aug. 1957  | Mauricio Luis Yadarola           | (* 17. Juli 1897 in Córdoba (Argentinien)) | Eduardo Lonardi                | Dwight D. Eisenhower  |                  |
| 10. Juni 1958 | 23. Juni 1958 | César Barros Hurtado             | | Arturo Frondizi                | Dwight D. Eisenhower  |                  |
| 29. Sep. 1959 | 15. Okt. 1959 | Emilio Donato del Carril         | | Arturo Frondizi                | Dwight D. Eisenhower  |                  |
| 1. Juni 1962  | 19. Juni 1962 | Roberto T. Alemann               | | José María Guido               | John F. Kennedy       |                  |
| 17. Juni 1964 | 9. Juli 1964  | Norberto Miguel Barrenechea      | | Arturo Umberto Illia           | Lyndon B. Johnson     |                  |
| 20. Sep. 1966 | 3. Okt. 1966  | Álvaro Alsogaray                 | | Juan Carlos Onganía            | Lyndon B. Johnson     |                  |
| 11. Okt. 1968 | 31. Okt. 1968 | Eduardo Alejandro Roca           | | Juan Carlos Onganía            | Lyndon B. Johnson     |                  |
| 1. Jan. 1970  | 1. Feb. 1970  | Pedro Eduardo Real               | | Roberto Marcelo Levingston     | Richard Nixon         |                  |
| 21. Juli 1971 |               | Robert H. Tiscornia              | Geschäftsträger | Alejandro Agustín Lanusse      | Richard Nixon         |                  |
| 19. Okt. 1971 | 21. Okt. 1971 | Carlos Manuel Muniz              | (* 2. Feb. 1922 in Buenos Aires, † 31. Okt. 2007) | Alejandro Agustín Lanusse      | Richard Nixon         |                  |
| 31. Mai 1973  |               | Diego Felipe Medus               | Geschäftsträger | Héctor José Cámpora            | Richard Nixon         |                  |
| 15. Nov. 1973 | 1. Feb. 1974  | Alejandro Jose Luis Orfila       | (* 12. Okt. 1919) | Héctor José Cámpora            | Richard Nixon         |                  |
| 11. Juli 1975 | 14. Juli 1975 | Rafael Maximiano Vazquez         | | Isabel Martínez de Perón       | Gerald Ford           |                  |
| 15. Juli 1976 | 19. Juli 1976 | Arnaldo T. Musich                | | Jorge Rafael Videla            | Gerald Ford           |                  |
| 18. Nov. 1976 |               | Gaston de Prat Gay               | Geschäftsträger | Jorge Rafael Videla            | Gerald Ford           |                  |
| 23. Dez. 1976 | 13. Jan. 1977 | Jorge Antonio Aja Espil          | (* 1920 in Buenos Aires) schloss 1945 ein Studium der Rechtswissenschaft an der School of Law and Social Sciences of the National University of Buenos Aires ab. | Jorge Rafael Videla            | Gerald Ford           |                  |
| 13. Juni 1981 |               | Roberto E. Dalton                | Geschäftsträger | Roberto Eduardo Viola          | Ronald Reagan         |                  |
| 2. Sep. 1981  | 26. Okt. 1981 | Esteban Arpad Takacs             | | Roberto Eduardo Viola          | Ronald Reagan         |                  |
| 20. Sep. 1982 | 24. Sep. 1982 | Lucio García del Solar           | | Alfredo Saint Jean             | Ronald Reagan         |                  |
| 1. Mai 1986   | 23. Juni 1986 | Enrique Candioti                 | | Raúl Alfonsín                  | Ronald Reagan         |                  |
| 21. Sep. 1989 | 24. Okt. 1989 | Guido Di Tella                   | [ 8 ] | Carlos Menem                   | George H. W. Bush     |                  |
| 28. März 1991 | 11. Apr. 1991 | Carlos Ortiz de Rozas            | | Carlos Menem                   | George H. W. Bush     |                  |
| 28. Juli 1993 | 1. Okt. 1993  | Raúl Granillo Ocampo             | | Carlos Menem                   | Bill Clinton          |                  |
| 1997          | 1999          | Diego Ramiro Guelar              | | Carlos Menem                   | Bill Clinton          |                  |
| 25. Jan. 2000 | 3. Feb. 2000  | Guillermo Enrique Gonzalez       | | Fernando de la Rúa             | Bill Clinton          |                  |
| 13. Feb. 2002 | 14. Feb. 2002 | Diego Ramiro Guelar              | [ 9 ] | Eduardo Duhalde                | George W. Bush        |                  |
| 2. Jan. 2003  | 26. Feb. 2003 | Eduardo Amadeo                   | [ 10 ] | Néstor Kirchner                | George W. Bush        |                  |
| 21. Juli 2003 | 8. Sep. 2004  | José Octavio Bordón              | | Néstor Kirchner                | George W. Bush        |                  |
| 13. März 2008 | 9. Apr. 2008  | Héctor Timerman                  | | Cristina Fernández de Kirchner | George W. Bush        |                  |
| 1. Nov. 2010  | 7. Dez. 2010  | Alfredo Chiaradía                | | Cristina Fernández de Kirchner | Barack Obama          |                  |
| 5. Jan. 2012  | 18. Jan. 2012 | Jorge Argüello                   | | Cristina Fernández de Kirchner | Barack Obama          |                  |
| 19. Feb. 2013 |               | María Cecilia Nahón              | [ 11 ] | Cristina Fernández de Kirchner | Barack Obama          |                  |